# Органум

Илл. 1. Квадрупль Viderunt omnes Перотина (фрагмент флорентийской рукописи Pluteus 29.1, f. 1r, XIII в.)

Орга́нум (лат. órganum — орган; в этимологич. значении любой инструмент) — техника музыкальной композиции в эпоху Средних веков. Исторически наиболее ранняя форма европейского многоголосия.

## Типология
Различают следующие типы органума:
- параллельный (главный, заданный голос — cantus prius factus — дублируется в один из совершенных консонансов: октаву, квинту, кварту);
- свободный (органальный голос по фактурной функции независим от главного, присочиняется к нему моноритмически, в технике «нота-против-ноты»); такой органум известен также под (историческим) названием «диафония» (diaphonia);
- мелизматический (на один звук главного голоса приходится несколько звуков второго голоса); нижний (по тесситуре) выдерживаемый тон такого органума Аноним IV (XIII век) называл термином bordunus (бурдон); в источниках XIII в. этот вид органума именовался organum per se («органум как таковой»);
- метризованный (главный голос гармонизуется одним, двумя и — очень редко — тремя другими).

Параллельный и свободный органумы раньше всего описаны в анонимных трактатах Musica enchiriadis (ME) и Scolica enchiriadis (SE) (предполагаемый автор — Хогер Верденский) конца IX века. Более ста двухголосных параллельных и свободных органумов сохранились в Винчестерском тропарии (ок. 1000). Мелизматический органум получил развитие в многоголосной музыке начиная с XI века — в центрах церковной культуры средневековой Франции и Испании: Шартре, аббатстве Сен-Марсьяль (Лимож), соборе св. Иакова (Сантьяго-де-Компостела, см. Codex Calixtinus). Метризованный органум характерен для многоголосной музыки школы Нотр-Дам (между 1150 и 1250), зафиксированной в ценных рукописях так называемой «Большой книги органума» (Magnus liber organi). Именно в этой технике нотировались многочисленные клаузулы названной школы. На музыковедческом жаргоне трёхголосные органумы называют «триплями» (по третьему голосу, лат. triplum), четырёхголосные — «квадруплями» (по четвёртому голосу, лат. quadruplum).
Наряду с термином «органум» (лат. organum) в средневековых трактатах о музыке органум описывался термином «диафо́ни́я» лат. diaphonia), как, например, в «Микрологе» Гвидо Аретинского (ок. 1026) и в «Искусстве новой музыки» Иоанна де Муриса (1321). Псевдо-Мурис («Сумма музыки», XIII в.) для двух-, трех- и четырёхголосного органума использует грецизмы, соответственно, диафония, трифо́ния (triphonia) и тетрафо́ния (tetraphonia). Двухголосный органум в технике нота-против-ноты с силлабическим распевом текста был известен также под названием cantus planus binatim (букв. «плавный распев дважды», то есть «удвоенный» новым голосом григорианский хорал) и дискант (в одном из значений).

## Органум Нотр-Дам

### Краткая характеристика
Расцвет органума как основной формы церковной музыки связывают с парижской школой Нотр-Дам. Органумы школы Нотр-Дам — протяжённые композиции, складывающиеся из обычной монодии (cantus planus) и полифонических (в основном, двухголосных, реже трёхголосных, очень редко — четырёхголосных) обработок той же монодии. Органумы и монодические (оригинальные) части хорала следуют друг за другом по принципу сюиты. Оригинальная монодия звучит, как правило, в начале и конце такой сюиты, а полифонические обработки располагаются (в произвольном порядке) внутри неё:
- мелизматический двухголосный органум: ритм обоих голосов не фиксирован, за исключением точек синхронизации голосов (при смене высоты cantus firmus и/или очередного слога текста);
- копула: ритм органального голоса фиксирован, cantus firmus не ритмизован[5];
- метризованный органум: ритм всех голосов выписан.

Из-за большой протяжённости парижских органумов современные музыканты зачастую вычленяют из «сюиты» только клаузулы и исполняют их на эстраде / записывают на диск как самостоятельные сочинения.

### Стилевые особенности
Метроритмическое единство многоголосного целого обеспечивается организацией всех голосов по законам модальной ритмики, открытие которых историки связывают с парижской школой Нотр-Дам. Поскольку (ритмические) модусы в эпоху Арс антиква реализовывались в музыке как клишированные ритмоформулы, делимые на три элементарные длительности, весь метризованный органум Нотр-Дам ощущается на слух как монотонное нанизывание «трёхдольных тактов», состоящих из однотипных ритмических формул.

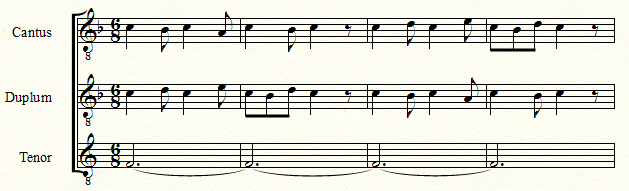
Илл. 2. Обмен голосов в клаузуле «Benedicamus Domino» (фрагмент; по рукописи I-Fl Plut. 29.1, f. 40v)

В полифонической композиции школы характерно использование так называемого «обмена голосов» (перевод нем. Stimmtausch). Технически это означает двухголосный контрапункт, в котором одну и ту же мелодическую фразу исполняют по очереди два разных голоса соседней тесситуры, например, кантус и дуплум (см. илл. 2).
Гармония метризованных органумов Нотр-Дам старомодальная. Моменты разрядки в конце отделов музыкальной формы (особенно конкорды квинтоктавы) перемежаются с острыми диссонансами (в том числе нетерцовой структуры) внутри построений. Каденционные формулы находятся в стадии становления и с трудом поддаются типологической классификации (сложились окончательно только к XIV в.)

#### Примеры композиции в стилистике школы Нотр-Дам
1. Аллилуйя «Spiritus sanctus» (Источник: флорентийская рукопись «Magnus liber organi»)
| раздел | текст                                          | техника                                                |
| ------ | ---------------------------------------------- | ------------------------------------------------------ |
| I      | Alleluya.                                      | 2-голосный мелизматический органум со вставками копулы |
| II     | Alleluya.                                      | (монодический) cantus planus                           |
| III    | V. Spiritus…                                   | 2-голосный мелизматический органум                     |
| IV     | …sanctus procedens a throno apostolorum pecto- | 2-голосный метризованный органум                       |
| V      | -ra invisibili…                                | 2-голосный мелизматический органум                     |
| VI     | …hodie perlustravit…                           | 2-голосный метризованный органум                       |
| VII    | …potentia.                                     | cantus planus                                          |
| VIII   | Alle-                                          | 2-голосный мелизматический органум                     |
| IX     | (-le)luya                                      | 2-голосный метризованный органум                       |
| X      | …(ya).                                         | cantus planus                                          |

2. Градуал «Viderunt omnes» (Источник: флорентийская рукопись «Magnus liber organi», см. цифровое факсимиле на илл. 1)
| раздел | текст                                                                    | техника                                      |
| ------ | ------------------------------------------------------------------------ | -------------------------------------------- |
| I      | Viderunt omnes…                                                          | 4-голосный метризованный органум (квадрупль) |
| II     | …fines terrae salutare Dei nostri, jubilate Deo omnis terra.             | cantus planus                                |
| III    | V. Notum fecit Dominus salutare suum, ante conspectum gentium revelavit… | 4-голосный метризованный органум (квадрупль) |
| IV     | …justitiam suam.                                                         | cantus planus                                |

### Исследования
- Holschneider A. Die Organa von Winchester. Studien zum ältesten Repertoire polyphoner Musik. Hildesheim: Olms, 1968.
- Eggebrecht H.H., Zaminer F. Ad organum faciendum. Lehrschriften der Mehrstimmigkeit in nachguidonischer Zeit. Mainz, 1970.
- Waeltner E.L. Die Lehre von Organum bis zur Mitte des 11. Jhs. Tutzing, 1975.
- Евдокимова Ю. К. Многоголосие средневековья. X—XIV вв. М., 1983 (История полифонии, т.1).
- Федотов В. А. Начало западноевропейской полифонии. Владивосток, 1985.

### Нотные издания
- Органум из Корнуэльса (X—XI в.); органум по рукописи миланской библиотеки (конец XI в.?) // Музыкально-историческая хрестоматия / М. В. Иванов-Борецкий. — Изд. 2-е, дополн. и перераб. — М.: Музгиз, 1933. — Т. 1. — С. 69. — 128 с.